# Chromadora buesumensis
Chromadora buesumensis är en rundmaskart som beskrevs av Hans August Kreis 1924. Chromadora buesumensis ingår i släktet Chromadora och familjen Chromadoridae. Inga underarter finns listade i Catalogue of Life.